# ミザン・ザイナル・アビディン
ミザン・ザイナル・アビディン（マレー語: Duli Yang Maha Mulia Al Wathiqu Billah, Al-Sultan Mizan Zainal Abidin Ibni Almarhum Al-Sultan Mahmud Al-Muktafi Billah Shah Al-Haj、アル・ワティク・ビッラ・アル・スルタン・ミザン・ザイナル・アビディン・イブニ・アルマルフム・アル・スルタン・マフムッド・アル・ムクタフィ・ビッラ・シャー・アル・ハジ、1962年1月22日 - ）は第13代マレーシア国王（在位：2006年12月13日 - 2011年12月13日）、トレンガヌ州スルターン（在位：1998年5月15日 - ）。

## 経歴
前国王サイドシラジュディン・サイドプトラ・ジャマルライルが5年の任期を終えたことに伴い、2006年12月13日に44歳で即位した。これは第3代国王サイドプトラ・ジャマルライリの41歳に次いで2番目に若い。
2011年12月13日に任期を終えた。
2008年にはスルタン・ミザン・ザイナル・アビディン・スタジアムが竣工した。